# Prislop (Dalbosec község)
Prislop románul: Prislop, falu Romániában, a Bánságban, Krassó-Szörény megyében.

## Fekvése
Dalbosec mellett fekvő település.

## Története
Prislop korábban Dalbosec része volt. 1956-ban vált külön településsé 88 lakossal.
1966-ban 69, 1977-ben 38, 1992-ben 26, a 2002-es népszámláláskor pedig 18 román lakosa volt.